# Vorstendom Samos
Het vorstendom Samos (Grieks: Ηγεμονία της Σάμου) was een semi-onafhankelijke staat binnen het Ottomaanse Rijk op het eiland Samos. Tijdens de Griekse Onafhankelijkheidsoorlog had Samos succesvol meegevochten aan de zijde van Griekenland, maar desondanks werd Samos geen onderdeel van het koninkrijk Griekenland toen dat land in 1832 onafhankelijk werd. Wel kreeg Samos in 1835 een autonome status binnen het Ottomaanse Rijk met een prins als staatshoofd. In 1912 werd Samos alsnog een onderdeel van Griekenland. 